# Base débil
Al disolverse en agua, una base débil no se disocia completamente y la solución acuosa resultante contiene ion OH y el radical básico correspondiente en una pequeña proporción junto con una gran proporción de moléculas no disociadas de la base. 

## pH, Kb, y Kw
Las bases varían desde un pH mayor que 7 (7 es neutro, como el agua pura) hasta 14 (aunque algunas bases son mayores que 14). El pH tiene la fórmula: 
{\displaystyle {\mbox{pH}}=-\log _{10}\left[{\mbox{H}}^{+}\right]}
Dado que las bases son aceptores de protones, la base recibe un ion hidrógeno del agua, H2O, y la concentración restante de H+ en la solución determina el pH. Las bases débiles tendrán una mayor concentración de H+ porque están menos completamente protonadas que las bases más fuertes y, por lo tanto, quedan más iones de hidrógeno en la solución. Si conecta una mayor concentración de H+ en la fórmula, se obtendrá un bajo pH. Sin embargo, el pH de las bases generalmente se calcula utilizando la concentración de OH - para encontrar el pOH primero. Esto se hace porque la concentración de H+ no es parte de la reacción, mientras que la concentración de OH - sí lo es. 
{\displaystyle {\mbox{pOH}}=-\log _{10}\left[{\mbox{OH}}^{-}\right]}
Al multiplicar un ácido conjugado (como NH4+) y una base conjugada (como NH3), se da lo siguiente: 
{\displaystyle K_{a}\times K_{b}={[H_{3}O^{+}][NH_{3}] \over [NH_{4}^{+}]}\times {[NH_{4}^{+}][OH^{-}] \over [NH_{3}]}=[H_{3}O^{+}][OH^{-}]}
Ya que {\displaystyle {K_{w}}=[H_{3}O^{+}][OH^{-}]} entonces, {\displaystyle K_{a}\times K_{b}=K_{w}}
Al tomar logaritmos de ambos lados de la ecuación, se alcanza lo siguiente: 
{\displaystyle logK_{a}+logK_{b}=logK_{w}}
Finalmente, al multiplicar toda la ecuación por -1, la ecuación se convierte en: 
{\displaystyle pK_{a}+pK_{b}=pK_{w}=14.00}
Después de adquirir pOH de la fórmula de pOH anterior, el pH se puede calcular utilizando la fórmula pH = pKw - pOH donde pK w = 14.00. 
Las bases débiles existen en el equilibrio químico de la misma manera que los ácidos débiles, con una constante de disociación de la base (Kb) que indica la fuerza de la base. Por ejemplo, cuando el amoníaco se pone en agua, se establece el siguiente equilibrio: 
{\displaystyle \mathrm {K_{b}={[NH_{4}^{+}][OH^{-}] \over [NH_{3}]}} }
Bases que tienen un gran K b se ionizan más completamente y son bases por lo tanto más fuertes. Como se indicó anteriormente, el pH de la solución depende de la concentración de H +, que está relacionada con la concentración de OH - por la constante auto-ionización (K w = 1.0x10 -14). Una base fuerte tiene una concentración de H + más baja porque están completamente protonadas y quedan menos iones de hidrógeno en la solución. Una concentración + H inferior significa también una mayor concentración de OH - y por lo tanto, un Kb más grande.
NaOH (s) (hidróxido de sodio) es una base más fuerte que (CH3CH2)2NH (1) (dietilamina) que es una base más fuerte que NH3 (g) (amoníaco). A medida que las bases se hacen más débiles, más pequeños se vuelven los valores de Kb.

## Porcentaje protonado
Como se vio anteriormente, la resistencia de una base depende principalmente del pH. Para ayudar a describir las fortalezas de las bases débiles, es útil conocer el porcentaje protonado, el porcentaje de moléculas base que han sido protonadas. Un porcentaje más bajo se corresponderá con un pH más bajo porque ambos números resultan de la cantidad de protonación. Una base débil está menos protonada, lo que lleva a un pH más bajo y un porcentaje más bajo protonado.
El típico equilibrio de transferencia de protones aparece como tal: 
{\displaystyle B(aq)+H_{2}O(l)\leftrightarrow HB^{+}(aq)+OH^{-}(aq)}
B representa la base. 
{\displaystyle Percentaje\ protonado={molaridad\ de\ HB^{+} \over \ molaridad\ inicial\ de\ B}\times 100\%={[{HB}^{+}] \over [B]_{inicial}}{\times 100\%}}
En esta fórmula, [B] inicial es la concentración molar inicial de la base, asumiendo que no se ha producido protonación. 

## Un problema típico de pH
Calcule el pH y el porcentaje de protonación de una solución acuosa de piridina, 20 M, C5H5N. La Kb para C5H5N es 1.8 x 10−9.
Primero, escribe el equilibrio de transferencia de protones: 
{\displaystyle \mathrm {H_{2}O(l)+C_{5}H_{5}N(aq)\leftrightarrow C_{5}H_{5}NH^{+}(aq)+OH^{-}(aq)} }
{\displaystyle K_{b}=\mathrm {[C_{5}H_{5}NH^{+}][OH^{-}] \over [C_{5}H_{5}N]} }
La tabla de equilibrio, con todas las concentraciones en moles por litro, es 
|                          | C5H5N  | C5H6N + | OH - |
| ------------------------ | ------ | ------- | ---- |
| normalidad inicial       | .20    | 0       | 0    |
| cambio en la normalidad  | -X     | + x     | + x  |
| normalidad de equilibrio | .20 -x | X       | X    |

| Sustituye las molaridades de equilibrio en la constante de basicidad.                                     | {\displaystyle K_{b}=\mathrm {1.8\times 10^{-9}} ={x\times x \over .20-x}}                         |
| Podemos suponer que x es tan pequeño que carecerá de significado cuando utilicemos cifras significativas. | {\displaystyle \mathrm {1.8\times 10^{-9}} \approx {x^{2} \over .20}}                              |
| Solución para x.                                                                                          | {\displaystyle \mathrm {x} \approx {\sqrt {.20\times (1.8\times 10^{-9})}}=1.9\times 10^{-5}}      |
| Compruebe la suposición de que x << .20                                                                   | {\displaystyle \mathrm {1} .9\times 10^{-5}\ll .20} ; así que la aproximación es válida            |
| Encuentre pOH de pOH = -log [OH - ] con [OH - ] = x                                                       | {\displaystyle \mathrm {p} OH\approx -log(1.9\times 10^{-5})=4.7}                                  |
| De pH = pK w - pOH,                                                                                       | {\displaystyle \mathrm {p} H\approx 14.00-4.7=9.3}                                                 |
| De la ecuación para porcentaje protonado con [HB + ] = x y [B] inicial = .20,                             | {\displaystyle \mathrm {p} ercentaje\ protonado={1.9\times 10^{-5} \over .20}\times 100\%=.0095\%} |

Esto significa que el 0,0095% de la piridina está en la forma protonada de C5H5NH+. 

## Ejemplos
- Alanina
- Amoniaco, NH3
- Metilamina, CH3 NH2
- Hidróxido de amonio, NH4 OH

## Hechos simples
- Un ejemplo de una base débil es el amoníaco. No contiene iones de hidróxido, pero reacciona con el agua para producir iones de amonio e iones de hidróxido.[4]
- La posición de equilibrio varía de una base a otra cuando una base débil reacciona con el agua. Cuanto más a la izquierda está, más débil es la base.[5]
- Cuando hay un gradiente de iones de hidrógeno entre dos lados de la membrana biológica, la concentración de algunas bases débiles se enfoca en un solo lado de la membrana.[6] Las bases débiles tienden a acumularse en fluidos ácidos.[6] El ácido gástrico contiene una concentración más alta de base débil que el plasma.[6] La orina ácida, en comparación con la orina alcalina, excreta bases débiles a un ritmo más rápido.[6]